# FasL
Ligand Fas, inaczej FasL (oznaczany też nazwami: CD95L, CD178) – białko transbłonowe typu II (homotrimer), będący cytokiną z rodziny TNF. Jego oddziaływanie z transbłonowym receptorem Fas (FasR, CD95, APO-1, TNFRSF6) na komórkach docelowych indukuje apoptozę, a także ma znaczenie w immunoregulacji i progresji nowotworów.
Występuje również postać rozpuszczalna FasL (sFasL), która powstaje przez odszczepienie z powierzchni komórki przez enzym metaloproteinazę MMP-7.
W przeciwieństwie do szeroko rozpowszechnionego receptora Fas, ekspresja FasL jest znacznie bardziej ograniczona.  Występuje na powierzchni dojrzałych limfocytów T CD4+, a także cytotoksycznych komórek T CD8+, ale dopiero po ich aktywacji. Ligand Fas ulega konstytutywnie ekspresji w immunologicznie uprzywilejowanych tkankach: 
- w oku (tęczówka, rogówka, siatkówka)
- i jądrze (komórki Sertolego)[2][3]

IL-2 wpływa pobudzająco na transkrypcję i ekspresję powierzchniową FasL na komórkach CD4+, jednocześnie hamując transkrypcję i ekspresję inhibitora apoptozy FLIP.

## Gen
U ludzi gen kodujący ligand Fas (FASLG) znajduje się na chromosomie 1 (1q23) i składa się z 4 eksonów. U myszy gen ligandu Fas również znajduje się na chromosomie 1.